# Sinaia (stacja kolejowa)
Sinaia (rum: Gara Sinaia) – stacja kolejowa w Sinaia, w Okręgu Prahova, w Rumunii. Stacja jest obsługiwana przez pociągi CFR Călători. Znajduje się na ważnej magistrali kolejowej nr 300 Bukareszt – Oradea.
Budynek dworca jest obiektem zabytkowym.
W Budynku dworca funkcjonuje poczekalnia, posterunek policji, biuro podróży, punkty usługowe, toaleta. Przed budynkiem dworca znajduje się postój taksówek.

## Linie kolejowe
- Linia Bukareszt – Oradea